# August Josef Bělohoubek
August Josef Bělohoubek (2. května 1847 Jeřice – 8. května 1908 Praha), někdy uváděný i jako Augustin Bělohoubek, byl český farmaceutický chemik a vysokoškolský učitel. Byl mladším bratrem chemika Antonína Bělohoubka.

## Život
Pocházel z rodiny správce knížecího velkostatku v Hořicích. Měl staršího bratra Antonína (1845–1910), rovněž chemika. V roce 1849 se rodina přestěhovala do Nové Paky, kde otec pracoval jako berní úředník. Oba bratři brzy osiřeli a přestěhovali se do Prahy. August v roce 1870 vystudoval na pražské univerzitě farmacii a v roce 1876 dosáhl doktorátu. Pracoval v chemických laboratořích, např. ve Vídni u profesora Friedricha Rochledera. V roce 1879 se habilitoval z organické chemie. Po rozdělení Karlo-Ferdinandovy univerzity v roce 1882 přednášel na její české části farmaceutickou a soudní chemii, zabýval se i analýzou potravin. V roce 1888 se stal mimořádným profesorem všeobecné chemie, v roce 1905 byl jmenován řádným profesorem.
Je pohřben na vyšehradském hřbitově v Praze.

## Dílo
August Bělohoubek se podílel na českých překladech a komentářích k rakouským lékopisům (1881, 1896 a 1906). V odborných časopisech publikoval několik desítek prací, především z analytické chemie a toxikologie. Je autorem několika hesel Ottova slovníku naučného (značka Bhk). Působil ve Spolku českých chemiků (v letech 1876–1879 jako místopředseda) a ve Farmaceutické společnosti (v letech 1880–1883 byl redaktorem, 1882 předsedou), a byl čestným členem některých zahraničních farmaceutických společností. Mj. v roce 1887 v souvislosti se sporem o Rukopisy navrhl exaktní metodu pro určení stáří inkoustu a doby zápisu textu na pergamen.
Vybrané publikace:
- Berichtigung einiger falscher Angaben über Entstehung von Chloroform (Oprava některých nesprávných informací o tvorbě chloroformu, Vídeň 1872)
- Stručný výklad ku farmakopoei rakouské (Praha 1881)
- Uber ebenholz und dessen farbstoff (O ebenu a jeho barvivu, Praha 1884)
- Výklad ku farmakopoei rakouské. Překlad úředního latinského textu farmakopoei (s Bohuslavem Jirušem, Praha 1886)
- Zpráva o Libušiných lázních v Bechyni (Praha 1888)
- Z dějin cukroměru a nauky o atenuaci (Praha 1893)
- O pícní hodnotě ukysaných řízků burákových (Praha 1896)
- Louis Pasterur, jeho život a působení (Praha 1897)